# Киржиць (комуна)
Киржиць, Киржиці (рум. Cârjiți) — комуна у повіті Хунедоара в Румунії. До складу комуни входять такі села (дані про населення за 2002 рік):
- Алмашу-Сек (187 осіб)
- Кергеш (104 особи)
- Киржиць (155 осіб) — адміністративний центр комуни
- Козія (184 особи)
- Попешть (168 осіб)

Комуна розташована на відстані 300 км на північний захід від Бухареста, 7 км на південний захід від Деви, 119 км на південний захід від Клуж-Напоки, 124 км на схід від Тімішоари.

## Населення
За даними перепису населення 2002 року у комуні проживали 798 осіб.
Національний склад населення комуни:
| Національність | Кількість осіб | Відсоток |
| -------------- | -------------- | -------- |
| румуни         | 794            | 99,5%    |
| угорці         | 3              | 0,4%     |
| німці          | 1              | 0,1%     |

Рідною мовою назвали:
| Мова      | Кількість осіб | Відсоток |
| --------- | -------------- | -------- |
| румунська | 796            | 99,7%    |
| угорська  | 2              | 0,3%     |

Склад населення комуни за віросповіданням:
| Релігія       | Кількість осіб | Відсоток |
| ------------- | -------------- | -------- |
| православні   | 687            | 86,1%    |
| п'ятдесятники | 94             | 11,8%    |
| баптисти      | 11             | 1,4%     |
| римо-католики | 4              | 0,5%     |
| реформати     | 1              | 0,1%     |
| атеїсти       | 1              | 0,1%     |